# 台湾地位未定論

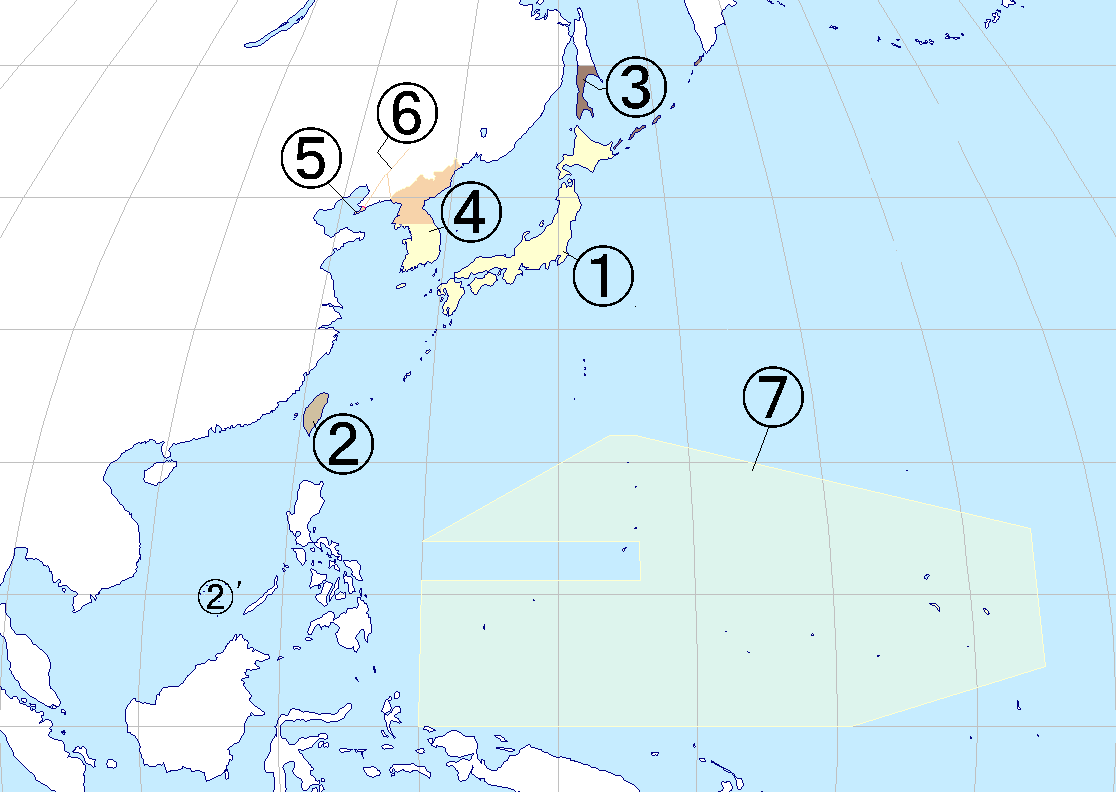
大日本帝国の内地および外地。台湾を含む。

台湾地位未定論（たいわんちいみていろん）または台湾主権未定論（たいわんしゅけんみていろん）とは、台湾独立論の一つであり、第二次世界大戦終結後の台湾の地位や主権については未だ定まっていないという理論。ただし中華民国政府も中華人民共和国政府もこの理論に反対するとともに、台湾は自らの領土の一部分であるという見解を示している。
国際法における台湾の立場を論じたものとして、1967年に国際法学者の陳隆志とその師であるハロルド・ラスウェルが書いた『Formosa, China and the United Nations（台湾、中国と国際連合）』がある。その後、マイケル・リースマンも1972年3月の『イェール・ロー・ジャーナル』に「Who Owns Taiwan: A Search for International Title」（仮訳：誰が台湾を有するか：国際的権原の研究）を発表している。これらの主張は、いずれも台湾の国際法における地位が定まっていないというもので、住民自決の原則に従って地位の決定を行うべきだというものである。

## 論拠となる歴史的経緯

### 下関条約による台湾に対する日本の主権確立
1895年、下関条約が締結され、「第二條　清國ハ左記ノ土地ノ主權竝ニ該地方ニ在ル城塁、兵器製造所及官有物ヲ永遠日本國ニ割與ス　… 二　臺灣全島及其ノ附屬諸島嶼」により、日本の台湾に対する主権が認められた。

### 第二次世界大戦の終戦と中華民国による接収
1945年8月、第二次世界大戦が終結すると、日本は9月2日に降伏文書に調印し、ポツダム宣言を受諾した。ポツダム宣言では、第八項で台湾と澎湖諸島などの「清国人ヨリ盗取シタル一切ノ地域」を中華民国に返還するとしていたカイロ宣言の条項を履行することが謳われ、日本国の主権は本州、北海道、九州及び四国と、米英華が決定する諸小島に限定されるべきと定められた。このように、第二次世界大戦後の台湾は、ポツダム宣言およびカイロ宣言により中華民国に返還された。
一方、同年8月17日に発令された一般命令第1号において、台湾の日本軍は連合軍中国戦区総司令官である蔣介石に投降することとされ、蔣介石は同年10月25日に陳儀を派遣し台湾光復を行った。
1949年に中華人民共和国が成立し、中国全土を占領していくと中華民国政府は台湾に逃れた。この頃よりいわゆる「中国の代表権」問題が浮かび上がった。
アメリカでは、ハリー・S・トルーマン大統領が国務省の意見を取り入れて、台湾防衛を拒否し、国共内戦への介入を行わない立場を取る「台湾不干渉声明」を1950年1月5日に発表した。ディーン・アチソン国務長官も記者会見で、「中華民国は既に台湾を4年も管理しており、アメリカをはじめとしてその他の同盟国もこの権利と占領に疑問を持っていない。中華民国が台湾を自国の一つの省とした際にも、それは合法的であるから誰一人法的な疑問を出すことはなかった。今、この状況が変わったと考えている者たちがいくらかいる。彼らは、我々に対して非友好的な、現在中国大陸をコントロールしている勢力が、やがていくつかの国から国家承認を得ると考えている。そのため彼らは”よし、我々は条約を待とうじゃないか”と主張している。」と発言している。

### 平和条約による日本の権利放棄
同時期、日本の第二次世界大戦後の善後策についても和平交渉活動が進められていた。戦勝国の一つであった中国には、二つの政府という問題が生じ、両政府とも正当な代表権を主張していた。冷戦体制の下、どちらの代表権を承認するかという姿勢にも各国の間でずれが生じてきていた。このため、日本がどちらの政府を中国の代表として平和条約を締結するかについて大きな関心が集まっていた。平和条約の締結において、ソビエト連邦は中華人民共和国の出席を支援し、アメリカは中華民国政府の出席に向けて努力を重ねたが、最終的にはどちらも招かれることはなかった。
1951年9月8日、日本は連合国の諸国48ヶ国とサンフランシスコ平和条約を締結し、正式に戦争状態は終結した。しかし、この条約の第2条b項では「日本国は、台湾及び澎湖諸島に対するすべての権利、権原及び請求権を放棄する。」とされたが、台湾の主権がどこに帰属するのかは明確にされず、同条や第21条のいわゆる「朝鮮条項」のように、直接独立が認められることもなかった。
また、サンフランシスコ平和条約第26条では、日本は「この条約の署名国でないものと、この条約に定めるところと同一の又は実質的に同一の条件で二国間の平和条約を締結する用意を有すべきものとする」とされ、日本は講和条約締結後も「中華民国政府と中華人民共和国政府のどちらと平和条約を締結するか」という問題に面することとなった。どちらを選択するかについては、アメリカとイギリスから日本の決定に委ねることで同意されていた。もともと日本の国会でサンフランシスコ平和条約の審議を行った際にも、中華人民共和国と平和条約を締結すべきという意見も出ていた。この時、中華民国政府は外交部長の葉公超を派遣し日本と交渉する傍ら、アメリカを通じて日本に圧力をかけた。
1952年4月28日、日本と中華民国は日華平和条約を締結した。この第2条では、日本がサンフランシスコ平和条約に基づき台湾、澎湖諸島、新南群島および西沙群島の一切の権利や請求権を放棄することが改めて承認された。また、第4条で「千九百四十一年十二月九日前に日本国と中国との間で締結されたすべての条約、協約及び協定は、戦争の結果として無効となつたことが承認される。」と定められた。しかし日華平和条約でも台湾の主権がどこに移ったのかが明らかにされなかった。ただし、この条約は既に失効した。
これらサンフランシスコ平和条約および日華平和条約における台湾の地位に関する条文の内容が、台湾地位未定論が立脚する基礎となっている。
1953年にアメリカでドワイト・D・アイゼンハワーが大統領に就任すると、かつてはトルーマンの台湾海峡中立化政策を批判していたことがあったが、封じ込め主義を展開した。アイゼンハワーは1954年12月2日に中華民国と米華相互防衛条約を締結した。この条約の第6条では、適用される領土および領域について、「中華民国については、台湾及び澎湖諸島をいい」と定義している。ただしこの条約は後に「本条約により台湾の法律的地位が変更されたとみなしてはならない」という注釈が加えられている。
また、日本の池田勇人首相は1964年2月29日に国会で「法律的には中華民国のものではない」と述べ、中華民国の台湾に対する領土の所有権が未確定であることを強調した。

### アルバニア決議以降
1971年10月25日、国連で国連総会決議2758（いわゆるアルバニア決議）が採択された。この決議によって中華人民共和国政府の代表が国連における中国の唯一の合法的な代表とされ、蔣介石の代表（中華民国政府）は追放されることとなった。その後、国際外交上における中華民国と中華人民共和国の立場の優劣は逆転した。中華人民共和国は国交を結んでいる国に対して、「台湾は中国の一部分である」ことの承認を明確にするよう迫った。多くの国が中華人民共和国と外交関係を結ぶ際にこれを明確に示したが、一部の国は中華人民共和国が台湾を自国の領土とする主張に対して「十分理解し、尊重する（日本）」や「認識している（アメリカ）」といった表現を用いた。すなわち、日米両国においては現在でも独立国としての中華民国の存在を公式には認めない一方で、中華民国の実効支配が及ぶ地域（台湾島、金門島、馬祖島等）を中華人民共和国の領土とも認めていない。
しかし、中華人民共和国はこうした主張を行う一方で、建国以来一度も台湾を実際に統治していなかった。また、中華民国も実質的には統治しているものの、法律的に正当な統治権の根拠があるかどうかに争いがあった。アメリカは中華民国と断交した後、議会によって国内法の位置付けで台湾関係法を制定した。台湾関係法は、台湾地位未定論の根拠として今なおしばしば引用され、台湾の主権地位を解釈する見解の一つとされている。
1972年、中華人民共和国とアメリカは上海コミュニケに署名し、その中でアメリカは、「台湾海峡の両側のすべての中国人が、中国はただ一つであり、台湾は中国の一部分であると主張していることを認識している。米国政府は、この立場に異論をとなえない」と述べた。さらに、1979年の国交樹立の際のコミュニケでも、アメリカ側は上海コミュニケの立場を再表明した。
1972年、日中共同声明が日本と中華人民共和国の間で調印された。「中華人民共和国政府は、台湾が中華人民共和国の領土の不可分の一部であることを重ねて表明」し、「日本国政府は、この中華人民共和国政府の立場を十分理解し、尊重し、ポツダム宣言第八項に基づく立場を堅持する。」としたが、台湾の主権の帰属について直接的には言及されなかった。更に、1978年に日本は中華人民共和国と日中平和友好条約を締結したが、その中でも台湾の主権の帰属について触れられていない。1972年に、ときの第3次佐藤改造内閣は「サン・フランシスコ平和条約により、台湾に対する一切の権利・権原を放棄しているのであるから、台湾の帰属については発言する立場にない。」としている。
2007年、潘基文国連事務総長が「台湾は中華人民共和国の一部分」と発言していたことに対し、アメリカ政府などが国際連合事務局に向けて「このような見解は受け入れられない」という旨の書簡を送っていたことが報じられた。アメリカはこの書簡の中で、いわゆる「台湾は中華人民共和国の一部分」という点について、国連加盟国の共通認識ではなくアメリカの一貫した立場とも異なると述べている。また、アルバニア決議についても、「台湾が中華人民共和国の一部分だと認めたものではない」と述べている。

## 否定的な見解
中華人民共和国政府も中華民国政府も、台湾地位未定論を否定し、台湾は自国の領土の一部分であると主張している。両国が「台湾は自国に帰属する」と主張する根拠のうち、共通する部分としてカイロ宣言の「右同盟国の目的は日本国より1914年の第一次世界戦争の開始以後において日本国が奪取しまたは占領したる太平洋における一切の島嶼を剥奪することならびに満洲、台湾および澎湖島のごとき日本国が清国人より盗取したる一切の地域を中華民国に返還すること」がある。しかし、その他の部分において両国の主張には異なる点がある。

### 中華民国からの観点
中華民国側からは、以下のような点で台湾地位未定論を否定し、台湾が中華民国の主権の下にあると主張している。中華民国外交部は2011年9月6日に改めて国際法に基づく詳細な声明を発表した。
- 中華民国は清朝から「法統」（政権の合法性）および国際法人格を直接継承し、1941年の対日宣戦布告により、台湾を割譲した馬関条約（下関条約）を含む当時の中日間のあらゆる条約、協定、協力等を一律破棄した。
- カイロ宣言では、満洲、台湾、澎湖諸島の如き日本国が清国人より盗取したる一切の地域を「中華民国に返還すること」（shall be restored to the Republic of China）と明確に規定された。ポツダム宣言第8条で、カイロ宣言の条項が「必ず履行されるべき」（shall be carried out）と表明され、1945年9月2日に日本が連合国軍に提出した降伏文書で「ポツダム宣言」を受諾し、責任をもって執行することが明記された。
- 1945年10月25日に、中華民国政府の陳儀初代台湾行政長官が台北で日本の投降の手続きを行った際、「台湾および澎湖諸島は、正式に中国の版図となり、あらゆる一切の政事は中華民国国民政府の主権の下に置かれる」と宣言し、1946年1月12日、中華民国政府は台湾および澎湖住民の中華民国国籍の回復を宣言し、10月25日に遡って発効させた。したがって、1945年10月25日より中華民国は実際に台湾・澎湖の主権を有効に行使し続けている。
- 1952年の日華平和条約第2条で日本が中華民国に対し、台湾及び澎湖諸島に対するすべての権利、権原及び請求権を放棄したことが承認され、第4条で1941年12月9日前に中日間で締結されたすべての条約、協約及び協定は無効となったことが承認され、第10条で台湾・澎湖住民が「中華民国国民」に属するとみなしている。ただ法学上みなしとは本来の状態と異なる状態を同一視することであるからこれを根拠にできるかは議論の余地がある。

### 中華人民共和国からの観点
中華人民共和国側からは、以下のような点で台湾地位未定論を否定し、自国の領土の一部分であると主張している。
- 中華人民共和国は1949年の成立以来、中華民国に取って代わるものとみなされている。台湾はまだ失地回復されていない領土であり、中華人民共和国は元々中華民国が有していた台湾の統治権を継承している。
- 中華人民共和国が中華民国に代わって国連代表権を得て以降、中華人民共和国は中国を代表する唯一の合法的な政府とみなされている。したがって、第二次世界大戦終結前に台湾の帰属先が中華民国であると確定されていたのならば、国家代表権の移転に伴って中華人民共和国は台湾を接収する権利を有する。そのため、そもそも台湾地位未定論というものは当然存在しない。
- また、日本は1972年に中華民国と断交し、中華人民共和国と国交を結んでいる。日本は中華人民共和国を中国を代表する唯一の合法的な政府と認めていることから、第二次世界大戦終結前に台湾の帰属先が中華民国であると確定されていたのならば、やはり中華人民共和国は台湾を接収する権利を有する。

### その他の観点
以下のような観点で、台湾地位未定論を否定する考え方がある。
- 軍事力によるコントロールという観点では、国家の形成および土地の帰属と武力による実質的な支配には人類の歴史上密接な関係がある。イギリスからの入植者が先住民を打ち負かして北米で主権を行使し、最終的にアメリカを建国したり、イスラエルが周辺国家の土地を占領し主権の正当性を主張したりしていることが例として挙げられる。そのため、20世紀前半以前に様々なことが起こっているが、中華民国の軍隊が台湾に上陸して以来実質的に既に占領し主権を制御下に置いていることから、もはや地位は定まっている。[9]

## 日本政府の立場
日本政府は日中共同声明で「中華人民共和国の台湾は不可分の領土であると主張する立場を十分理解・尊重し、ポツダム宣言第八項に基づく立場を堅持する」としている。
2009年5月、日本政府の在台湾窓口機関「交流協会（現・日本台湾交流協会）」の斎藤正樹代表（大使に相当）が「台湾の地位は未確定」という趣旨の発言をおこなった。台湾では野党や独立派がこの発言を歓迎したが、「中華民国は日華平和条約により台湾の主権を日本から移譲された」との見解を示した直後だった馬英九の国民党政権は強く反発し、中華人民共和国外交部も「中国の利益に対する挑戦」として発言を非難した。斎藤は発言を撤回し、同年12月に代表を辞任した。
地位未定論の根拠となる池田勇人の発言があるが発言前の1961年、最高裁判所は領土の変更に伴う国籍の変動を認めており実態として台湾は中華民国の領土として扱われていた。